# Гюлсую
„Гюлсую“ (на турски: Gülsuyu, в превод „розова вода“) е квартал, разположен в северната част на район „Малтепе“ в Истанбул, Турция. Намира се в анадолската част на града и граничи с кварталите „Джевизли“ и „Гюленсу“. 
Преобладаващата част от жителите на квартала са дребни търговци. Населението рязко нараства от 79-те години на ХХ век с увеличаването на миграцията от изток.